# Trichothurgus osmioides
Trichothurgus osmioides là một loài Hymenoptera trong họ Megachilidae. Loài này được Friese mô tả khoa học năm 1910.